# Qurnat as Sawda'
Le Qurnat as Sawda' (ou Qornet es Saouda, en arabe : القرنة السوداء, ou Qornet Sodé en syriaque) est une montagne du Liban, point culminant du pays et du Levant avec 3 088 m d'altitude.

## Toponymie
Selon une première hypothèse, Qurnat as Sawda signifie « cornette des Martyrs » en mémoire des victimes maronites de la grande famine au mont Liban sous l'Empire ottoman durant la Première Guerre mondiale. Qornet Sodé était mal transcrit en arabe, qui ne connaît pas les voyelles « o » et « é », et devint Qornet al-Sawda.
Selon une autre hypothèse, Qurnat as Sawda signifie « le coin noir ».

## Géographie
Le Qurnat as Sawda' est situé dans le Nord du pays, entre les districts de Minieh-Denieh et de Bcharré, dans la chaîne du mont Liban. Il est situé près du Makmal, au sud-est de Tripoli et au sud de la frontière avec la Syrie.
La température la plus basse du Liban y a été recensée, avec −22,7 °C. Durant l'hiver, le manteau neigeux mesure généralement trois mètres d'épaisseur et au maximum 16 mètres[réf. nécessaire].
Aux pieds de la montagne se dresse une forêt de cèdres (Cedrus libani). Depuis, on peut apercevoir le Sannine, le mont Hermon et Beyrouth.